# Chi Mu rê
Chi Mu rê (danh pháp khoa học: Mouretia) là một chi thực vật thuộc họ Rubiaceae. Chi này có các loài sau (tuy nhiên danh sách này có thể chưa đủ):
- Mouretia tonkinensis, Pitard